# Napaeosciomyza rara
Napaeosciomyza rara är en tvåvingeart som först beskrevs av Frederick Wollaston Hutton 1901.  Napaeosciomyza rara ingår i släktet Napaeosciomyza och familjen Helosciomyzidae. Inga underarter finns listade i Catalogue of Life.